# Argophyllaceae
Argophyllaceae je malá čeleď vyšších dvouděložných rostlin z řádu hvězdnicotvaré (Asterales), zahrnující pouze 2 rody. Zástupci čeledi jsou dřeviny s jednoduchými střídavými listy a pravidelnými květy. Vyskytují se v počtu 21 druhů v Austrálii, na Novém Zélandu a v Tichomoří.

## Popis
Zástupci čeledi Argophyllaceae jsou keře nebo malé stromy s jednoduchými střídavými listy. Listy jsou celokrajné nebo na okraji řídce zubaté (Argophyllum), případně podvinuté (Corokia). Květy jsou nejčastěji 4 až 5četné, pravidelné. Kališní
lístky jsou srostlé, koruna je srostlá na bázi.
Semeník je spodní nebo polospodní, srostlý ze 2 až 5 plodolistů nebo monomerický, s jedinou čnělkou. Vajíček je několik nebo 1 v každém plodolistu. Plodem je tobolka nebo peckovice.

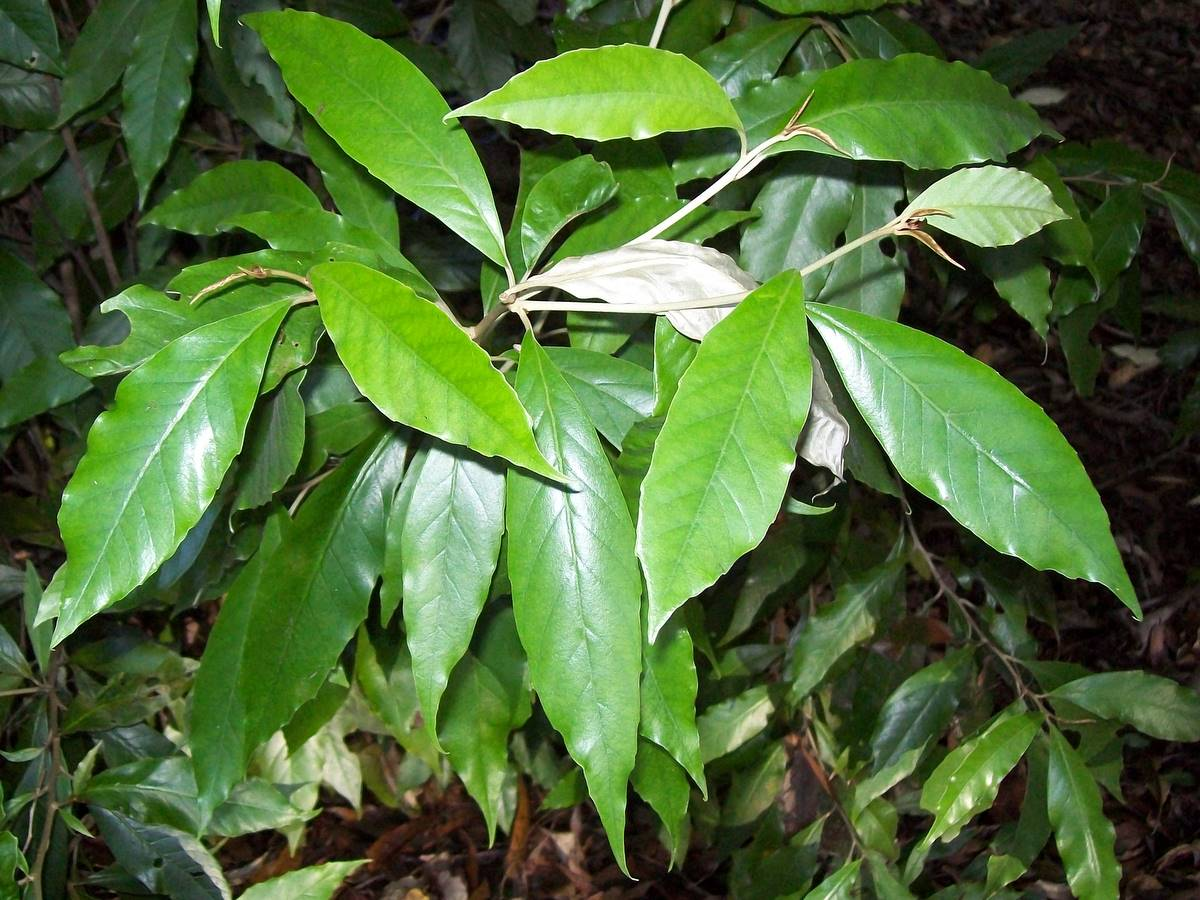
Argophyllum nullumense
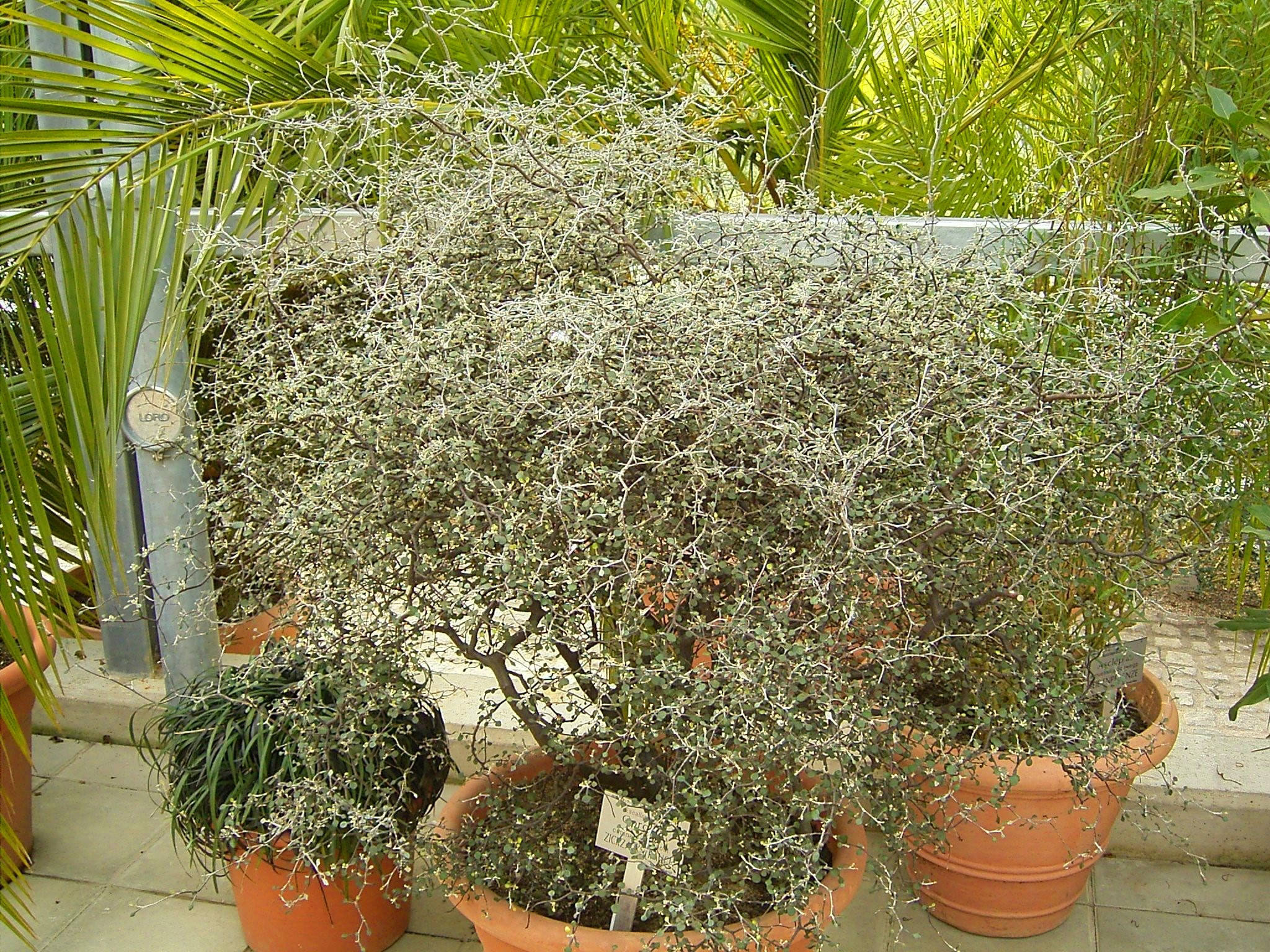
Corokia cotoneaster
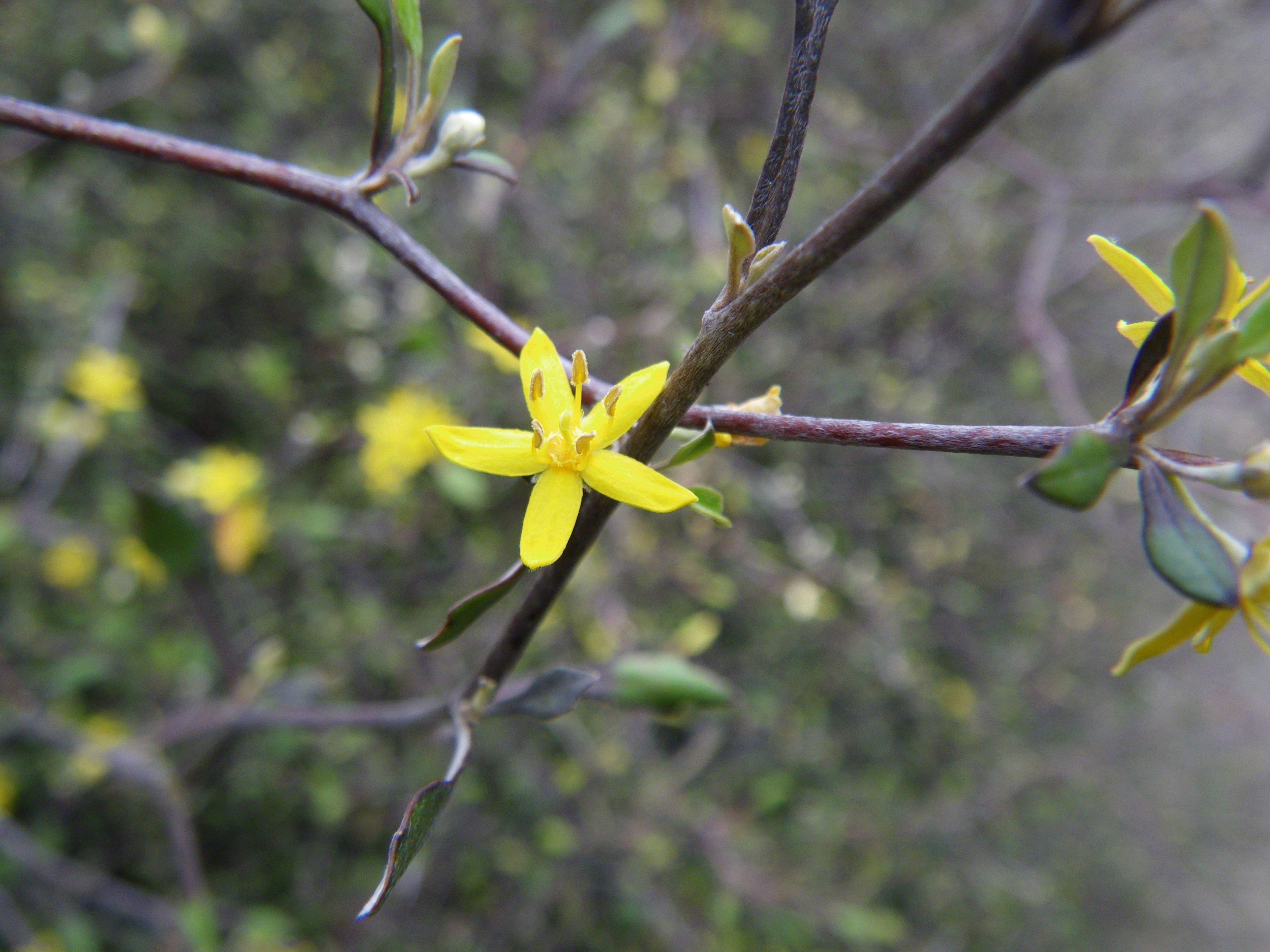
Květ Corokia cotoneaster
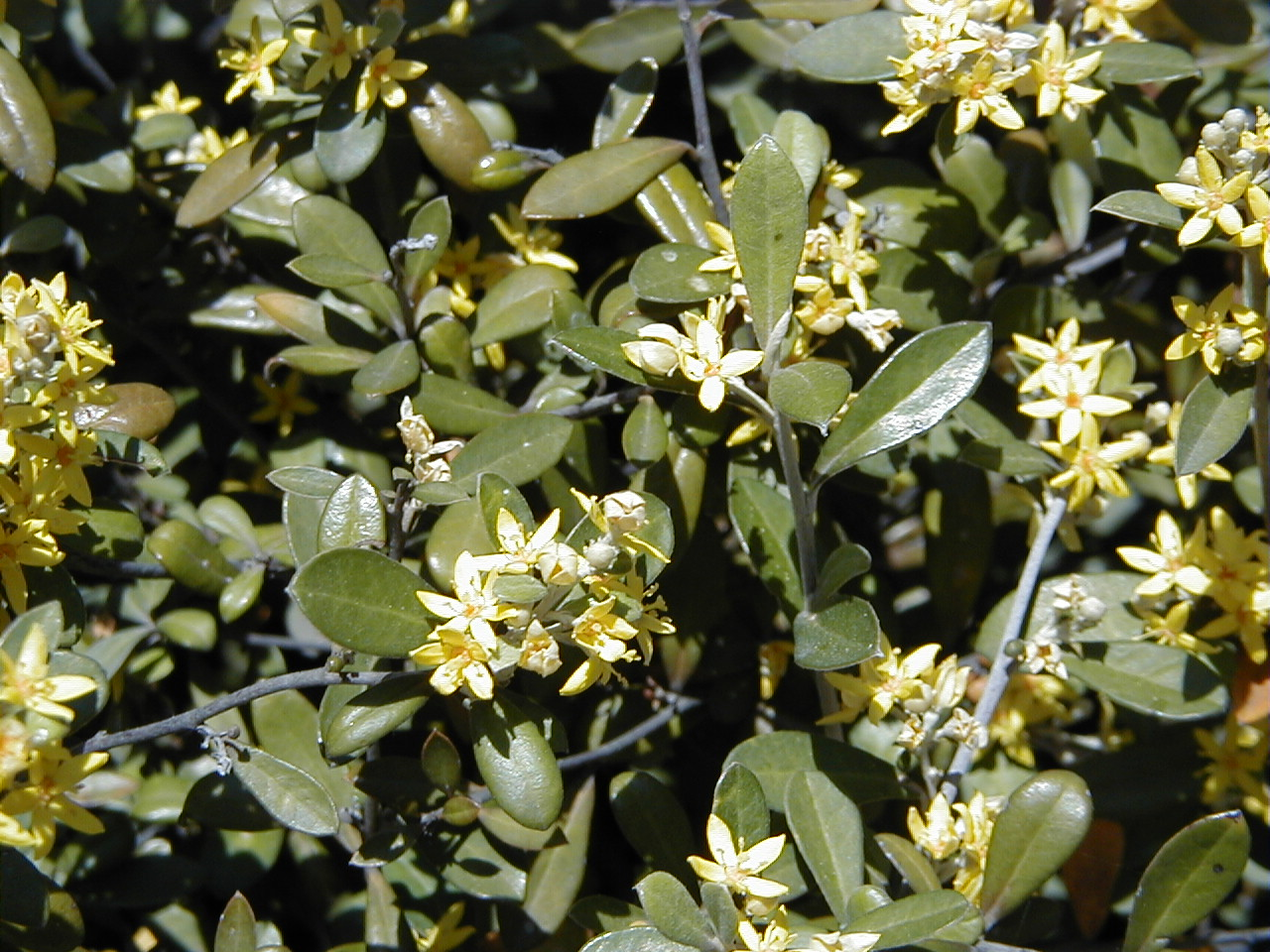
Kvetoucí Corokia virgata

## Rozšíření
Čeleď zahrnuje 21 druhů ve 2 rodech. Vyskytuje se ve východní Austrálii, na Novém Zélandu, Nové Kaledonii a dalších tichomořských ostrovech.

## Taxonomie
Tachtadžjan řadil oba rody do samostatných čeledí v rámci řádu hortenziotvaré (Hydrangeales). V jiných systémech čeleď většinou nefigurovala, např. Cronquist řadil tyto rody do široce pojaté čeledi rybízovité (Grossulariaceae).
Nejbližší sesterskou skupinou je podle současných výzkumů čeleď Phellinaceae. Obě čeledi pak společně s čeledí Alseuosmiaceae tvoří monofyletickou skupinu v rámci řádu hvězdnicotvaré (Asterales).

## Zástupci
- korokie (Corokia)[3]

## Přehled rodů
Argophyllum, Corokia